# Kenneth O. Boulton
Kenneth O. Boulton (* 1962 in Seattle) ist ein US-amerikanischer Pianist und Musikpädagoge.
Boulton studierte Klavier an der Washington State University (Bachelor) bei David Veomans und an der University of Maryland, College Park (Master und Doktor) bei Nelita True und Thomas Schumacher. Er unterrichtete dann an der Shippensburg University und der West Chester University sowie an der Musikschule Wilmington. Er ist Professor für Klavier und Interimsdekan des Fine and Performing Arts Department der Southeastern Louisiana University. 2003 leitete er das Internationale Sommer-Musikinstitut der Transylvania University in Brasov, 2006 war er Special Guest der National Yamaha Convention in Washington.
Das Spezialgebiet Boultons ist die zeitgenössische Musik. Er gibt Vorlesungen und Workshops über moderne Klaviermusik für Studenten, und seine Debüt-CD, die 1998 bei Naxos erschien, enthielt die wichtigsten Kompositionen Elie Siegmeisters für Klavier solo. Nach dem Erfolg des Albums veröffentlichte Naxos mit ihm Werke des Komponisten William Mason. Mit dem Cellisten Ovidiu Marinescu nahm Boulton Werke von Nikolai Mjaskowski und das Album Fiesta Latina auf. In Zusammenarbeit mit der Klarinettistin Karen Dannessa entstand die CD American Lyrique. Für das 2007 bei Cambria Master Recordings erschienene Album Louisiana - A Pianist’s Journey wurde Boulton für den Grammy als bester Instrumentalsolist nominiert. Mit Leonard Lehrman verfasste er das Buch Elie Siegmeister, American Composer: A Bio-Bibliography.